# Chris Colfer
Christopher Paul Colfer, conegut simplement com a Chris Colfer   (Clovis, 27 de maig de 1990), és un actor i cantant estatunidenc, especialment destacat per haver interpretat Kurt Hummel en la sèrie televisiva Glee.

## Biografia

### Joventut
Va tenir interès per actuar des de l'escola secundària, actuant a la seva comunitat.
El seu amor per l'actuació i la direcció va continuar a l'escola secundària quan va escriure una paròdia de "Sweeney Todd" a la que va anomenar "Shirley Todd" al seu últim any de preparatòria. Va protagonitzar aquesta obra i va ordenar que tots els papers de gènere s'invertissin.

### El seu paper aGlee
Chris interpreta a Kurt Hummel, a la sèrie de televisió Glee. És contratenor. A Glee el seu personatge és assetjat per un noi que juga a l'equip de futbol americà, però després resulta que també és homosexual. A l'última temporada té parella.

## Vida personal
Colfer és obertament gai, i, com el seu personatge va ser víctima d'abusos per part d'esportistes. Originalment va fer una audició pel paper d'Artie (el noi amb cadira de rodes), però no va aconseguir el paper encara que com havia agradat tant als productors li van crear un paper especial per ell. La germana de Colfer, Hannah, sofreix d'epilèpsia severa, i sovint experimenta més de cinquanta convulsions en una hora. Colfer ha comentat que quan era més jove solia cantar en el bany, com un mètode d'escapar de la tensió relacionada amb tenir un familiar malalt.
Colfer va aparèixer en Friday Night With Jonathan Ross parlant el 18 de juny de 2010, juntament amb els seus companys de Glee, Amber Riley i Matthew Morrison. Va demostrar la seva habilitat amb un parell de sai, revelant que ell va comprar un parell en eBay i que regularment practica al costat de la seva casa de l'arbre quan no està gravant.

## Filmografia

### Cinema
- Struck by Lightning (2012)

### Televisió
- Russel Fish: The Sausage and Eggs Incident (2009) - Russel Fish
- Marmaduke (veu, 2010)
- Glee (45 episodis, 2009 - present) - Kurt Hummel
- The Cleveland Show (1 episodi: «How Do You Solve a Problem Like Roberta?», 2011) - Kurt Hummel (veu)

## Premis i nominacions

### Premis
- 2011. Globus d'Or al millor actor secundari en sèrie, minisèrie o telefilm per Glee

### Nominacions
- 2010. Primetime Emmy al millor actor secundari en sèrie còmica per Glee
- 2011. Primetime Emmy al millor actor secundari en sèrie còmica per Glee